# Cerro Negro (mina)
El yacimiento Cerro Negro está ubicado en cercanías de la ciudad de Perito Moreno, en el departamento Lago Buenos Aires, provincia de Santa Cruz, en la Patagonia argentina.

El reservorio está situado en el noroeste de la región conocida como Macizo del Deseado, un distrito geológico de unos 75 000 km² de gran potencialidad, considerado de “interés especial minero” por la Legislatura de la Provincia de Santa Cruz.

## Geología y mineralización
El proyecto abarca una superficie de alrededor de 25 000 ha donde hasta mitad del 2015 se han identificado unas 10 áreas de prospección, con manifestaciones de mineralización de oro epitermal.
La Facultad de Ingeniería de la Universidad Nacional de Jujuy (Área Minas) describe en su Ficha Técnica N°59 que se trata de un yacimiento “vetiforme epitermal de baja sulfuración, oro epitermal (y potencialmente plata) alojada dentro de las venas de cuarzo y stockworks asociado. Cerro Negro contiene varias estructuras de alta calidad, incluyendo Mariana Central, Mariana Norte, San Marcos y la veta principal, Eureka. La propiedad dispone de un terreno muy grande, muy prospectivo, con una rica red de vetas de oro cerca de la superficie que son fácilmente explotables a costos muy bajos.”
El proyecto fue estudio de varias tesis doctorales (Permuy Vida, 2014, R. López, 2006) y de varios artículos científicos entre los que se destaca Discoveries of Low-Sulfidation Epithermal Au-Ag Veins at Cerro Negro, Deseado Massif, Argentina publicado por SEG, 2011 (Shatwell, Echaverria, Clifford, Irusta y López) donde se citan los descubrimientos de las vetas Marianas (Mariana Norte y Mariana Central) y Eureka, ubicados en el sector oeste del proyecto. El desarrollo y exploración del distrito de vetas Mariana logró extender las estructuras conocidas y descubrir nuevas (veta Emilia y veta MNEB). El sector Este fue explorado por múltiples empresas (Newcrest, MIM, Andean) reportando los descubrimientos de Vein Zone (2006) y veta Bajo Negro (2009). Con posterioridad se descubre el sistema de vetas Silica Cap durante el periodo 2016-2017, época en que la firma canadiense Goldcorp Inc era propietaria. El descubrimiento fue presentado en numerosas publicaciones y simposios por P. Brividoro en ¨Cerro Negro, Argentina – Silica Cap & Gato Salvaje New Discovery¨ en el marco del Epithermal Gold & Silver Deposits of América; y ¨The Cerro Negro low sulfidation epithermal Au-Ag deposit¨ en el International Symposium of the Society of Resource Geology Gold Exploration in the Circum-Pacific; 2021).
A partir del año 2019 la empresa estadounidense Newmont adquiere Goldcorp. Desde entonces, Cerro Negro es operado por Newmont.

## Explotación y reservas
Hacia septiembre de 2010, las reservas probables se estimaban en 5 301 333 toneladas, con 9.48 g/ton de oro, 113.41 g/ton de plata lo que equivale a 1 614 913 onzas de oro y 19 329 356 onzas de plata, considerando que la extracción se realizaría sobre 3 vetas: «Eureka», «Bajo Negro» y «Vein Zone» que permitirían procesar unas 2000 toneladas diarias de mineral.
A comienzo de 2015 Cerro Negro comenzó la etapa de explotación efectiva sobre 6 vetas, «Eureka», «Mariana Central», «Mariana Norte», «Bajo Negro», «San Marcos» y «Vein Zone», con un estimado de procesamiento de 4000 toneladas diarias de mineral y una proyección anual de obtención de 500 000 onzas de oro y 2 700 000 onzas de plata, valores que prácticamente duplicaron las estimaciones del año 2010.
Se estima que el yacimiento tendrá una vida útil de 23 años.